# Dél-Korea az 1988. évi téli olimpiai játékokon
Dél-Korea a kanadai Calgaryban megrendezett 1988. évi téli olimpiai játékok egyik részt vevő nemzete volt. Az országot az olimpián 5 sportágban 22 sportoló képviselte, akik érmet nem szereztek.

## Alpesisí
Férfi
| Versenyző   | Versenyszám            | 1. futam      | 1. futam      | 2. futam | 2. futam | Összesítés    | Összesítés    |
| Versenyző   | Versenyszám            | Idő           | Hely.         | Idő      | Hely.    | Idő           | Helyezés      |
| ----------- | ---------------------- | ------------- | ------------- | -------- | -------- | ------------- | ------------- |
| Kang Nakjun | Műlesiklás             | 1:04,20       | 40.           | 59,53    | 29.      | 2:03,73       | 27.           |
| Kang Nakjun | Óriás-műlesiklás       | 1:17,41       | 59.           | 1:15,77  | 52.      | 2:33,18       | 51.           |
| Kang Nakjun | Szuperóriás-műlesiklás |               |               |          |          | nem ért célba | nem ért célba |
| Nam Vongi   | Műlesiklás             | 1:05,10       | 41.           | 59,19    | 28.      | 2:04,29       | 28.           |
| Nam Vongi   | Óriás-műlesiklás       | 1:17,06       | 57.           | 1:14,72  | 49.      | 2:31,78       | 48.           |
| Nam Vongi   | Szuperóriás-műlesiklás |               |               |          |          | nem ért célba | nem ért célba |
| Pak Csehjok | Műlesiklás             | 1:05,90       | 42.           | 58,40    | 27.      | 2:04,30       | 29.           |
| Pak Csehjok | Óriás-műlesiklás       | nem ért célba | nem ért célba | kiesett  | kiesett  | kiesett       | kiesett       |
| Pak Csehjok | Szuperóriás-műlesiklás |               |               |          |          | 1:53,89       | 40.           |
| Ho Szonguk  | Műlesiklás             | nem ért célba | nem ért célba | kiesett  | kiesett  | kiesett       | kiesett       |
| Ho Szonguk  | Óriás-műlesiklás       | nem ért célba | nem ért célba | kiesett  | kiesett  | kiesett       | kiesett       |
| Ho Szonguk  | Szuperóriás-műlesiklás |               |               |          |          | 1:55,13       | 41.           |

## Biatlon
| Versenyző                                          | Versenyszám      | Lövőhiba | Időeredmény | Helyezés |
| -------------------------------------------------- | ---------------- | -------- | ----------- | -------- |
| Szin Jongszon                                      | 10 km sprint     | 4        | 33:05,4     | 64.      |
| Szin Jongszon                                      | 20 km egyéni     | 9        | 1:17:44,5   | 66.      |
| Csu Jongde                                         | 10 km sprint     | 8        | 34:50,4     | 66.      |
| Csu Jongde                                         | 20 km egyéni     | 8        | 1:14:27,5   | 63.      |
| Kim Jongun                                         | 10 km sprint     | 7        | 35:18,6     | 67.      |
| Kim Jongun                                         | 20 km egyéni     | 9        | 1:17:23,0   | 65.      |
| Csong Jongszok                                     | 10 km sprint     | 6        | 35:31,3     | 69.      |
| Hong Pjongszik                                     | 20 km egyéni     | 8        | 1:14:03,2   | 62.      |
| Hong Pjongszik Csu Jongde Kim Jongun Szin Jongszon | 4 × 7,5 km váltó | 7        | 1:51:42,7   | 16.      |

## Gyorskorcsolya
Férfi
| Versenyző    | Versenyszám | Eredmény | Helyezés |
| ------------ | ----------- | -------- | -------- |
| Pe Kithe     | 500 m       | 36,90    | 5.       |
| Pe Kithe     | 1000 m      | 1:14,36  | 9.*      |
| Hvang Ikhvan | 1500 m      | 1:56,50  | 26.      |
| Hvang Ikhvan | 5000 m      | 7:10,65  | 36.      |
| Kim Kvangju  | 1500 m      | 1:56,85  | 29.      |
| Kim Kvangju  | 5000 m      | 7:02,13  | 29.      |
| Kim Kvangju  | 10 000 m    | 14:34,65 | 22.      |

Női
| Versenyző    | Versenyszám | Eredmény | Helyezés |
| ------------ | ----------- | -------- | -------- |
| Ju Szonhi    | 500 m       | 40,92    | 13.      |
| Ju Szonhi    | 1000 m      | 1:22,35  | 17.      |
| Kim Jongok   | 1500 m      | 2:11,95  | 24.      |
| Kim Jongok   | 3000 m      | 4:30,60  | 22.      |
| Kim Jongok   | 5000 m      | 7:46,51  | 17.      |
| Cshö hjeszuk | 1500 m      | 2:12,96  | 26.      |
| Cshö hjeszuk | 3000 m      | 4:42,26  | 28.      |

* - egy másik versenyzővel azonos eredményt ért el

## Műkorcsolya
| Versenyző       | Versenyszám  | Kötelező elemek   | Kötelező elemek | Kötelező elemek | Rövid program     | Rövid program | Rövid program | Kűr               | Kűr     | Kűr         | Összesítés         | Összesítés |
| Versenyző       | Versenyszám  | Több. hely. száma | Hely.           | Hely. pont.     | Több. hely. száma | Hely.         | Hely. pont.   | Több. hely. száma | Hely.   | Hely. pont. | Helyezési pontszám | Helyezés   |
| --------------- | ------------ | ----------------- | --------------- | --------------- | ----------------- | ------------- | ------------- | ----------------- | ------- | ----------- | ------------------ | ---------- |
| Csong Szongil   | Férfi egyéni | 5×24+             | 24.             | 14,4            | 8×24+             | 24.           | 9,6           | 5×21+             | 21.     | 21,0        | 45,0               | 22.        |
| Pjon Szongdzsin | Női egyéni   | 5×27+             | 27.             | 16,2            | 5×29+             | 30.           | 12,0          | kiesett           | kiesett | kiesett     | kiesett            | kiesett    |

## Sífutás
Férfi
| Versenyző                                      | Versenyszám     | Eredmény      | Helyezés      |
| ---------------------------------------------- | --------------- | ------------- | ------------- |
| Pak Kiho                                       | 15 km           | 47:44,3       | 54.           |
| Pak Kiho                                       | 30 km           | 1:36:43,9     | 55.           |
| Pak Kiho                                       | 50 km           | 2:22:36,4     | 50.           |
| Cson Junghe                                    | 15 km           | 48:22,3       | 59.           |
| Cson Junghe                                    | 30 km           | 1:38:05,3     | 60.           |
| Cson Junghe                                    | 50 km           | 2:20:50,8     | 48.           |
| Hong Konphjo                                   | 15 km           | 50:21,4       | 71.           |
| Hong Konphjo                                   | 30 km           | 1:43:26,4     | 73.           |
| Hong Konphjo                                   | 50 km           | 2:23:13,6     | 51.           |
| Cso Szonghun                                   | 15 km           | 51:31,1       | 75.           |
| Cso Szonghun                                   | 30 km           | 1:43:30,3     | 75.           |
| Pak Pjongu                                     | 50 km           | nem ért célba | nem ért célba |
| Hong Konphjo Pak Kiho Cso Szonghun Cson Junghe | 4 × 10 km váltó | 1:59:00,4     | 15.           |